# Однополые браки в Грузии
Однополые браки в Грузии официально не признаются, а любые другие формы семейных союзов (в том числе фактический брак) ни для однополых, ни для разнополых пар действующим законодательством не предусмотрены.
Подавляющее большинство населения Грузии выступают против признания браков между лицами одного пола. Однако по мере интеграции Грузии с Западом эта тема широко обсуждается в обществе. При этом данная тема часто используется политиками для спекуляций. Данный вопрос поднимался в том числе в ходе конституционной реформы в Грузии.

## Конституция и её реформирование
Действовавшая до ноября 1992 года Конституция Грузинской ССР 1978 года по образцу Конституции СССР 1977 года гласила 51-й статье: «Брак основывается на добровольном согласии женщины и мужчины». Её сменил «Указ о государственной власти», просуществовавший до принятия нового конституционного закона.
Конституция Грузии, принятая в 1995 году, не содержала прямого определение брака, в её 36-й статье было написано, что «брак как добровольный союз основывается на равноправии супругов». При этом Гражданский кодекс, принятый в 1997 году в 1106-й статье определяет «брак как добровольный союз женщины и мужчины с целью создания семьи».
В 2014 году накануне подписания соглашения об ассоциации с Европейским союзом премьер-министр Ираклий Гарибашвили предложил внести в Конституцию определение брака как союза мужчины и женщины.
В 2015 году на фоне легализации однополых браков в США поднялась дискуссия в грузинском обществе. Ираклий Гарибашвили повторил свою инициативу. Против неё выступил основатель сооснователь Республиканской партии Леван Бердзенишвили. С проповедью против признания однополых браков выступил патриарх Грузинской православной церкви Илия II.
В 2016 году адвокат Георгий Татишвили подал иск в Конституционный суд Грузии с требованием признать, что однополые браки защищены основным законом. Это вызвало бурную дискуссию в обществе. С осуждением выступили члены правительства, Грузинской церкви и даже ЛГБТ-организации. Последние в своём совместном заявлении указали на несвоевременность инициативы и высказали подозрение о провокации перед выборами. В итоге эта инициатива была отклонена.
В ответ консервативные группы собрали более сотни тысяч подписей за проведение референдума по вопросу о внесении в Конституцию определения брака как союза между мужчиной и женщиной. Со второй попытки эта инициатива была зарегистрирована ЦИК. Однако президент Грузии Георгий Маргвелашвили отклонил её, сославшись на то, что гражданский кодекс уже содержит это определение, а также невозможность проведения референдума на территории Абхазии и Южной Осетии. Попытка провести голосование в парламенте по внесению подобной правки также провалилось. Премьер-министра Георгий Квирикашвили пообещал внести изменения после выборов. Необходимость этой реформы обосновывалось политиками необходимостью противостоять пропаганде России о том, что якобы после вступление в Евросоюз Грузия будет обязана признать однополые браки.
В ходе подготовки конституционной реформы в 2017 году тема однополых браков дискутировалась между членами конституционной комиссии. Было предложено внести в Конституцию определение брака как союза мужчины и женщины. Возражая против этого, член комиссии Георгий Гоциридзе указал, что определение брака как союза мужчины и женщины является проявлением гомофобии. Представитель Центра конституционных исследований Университета Ильи Георгий Мумладзе обвинил правящую партию в популистских манипуляциях накануне предстоящих президентских выборов. Венецианская комиссия в своём докладе указала, что такая формулировка не должна исключать признания союзов между лицами одного пола. В итоге эта формулировка была принята в 2018 году.

## Общественное мнение и дискурс
Согласно исследованию «Pew Research Center», проведённому в 2015—2016 годах, общественная поддержка однополых браков в Грузии находится на одном из самых низких уровней среди стран Европы: за их признание выступает лишь 3 % населения. При этом низкая поддержка отмечалась среди всех возрастных групп.